# 영주 숙수사지 당간지주
영주 숙수사지 당간지주(榮州 宿水寺址 幢竿支柱)는 대한민국 경상북도 영주시 숙수사지에 있는, 남북국 시대 신라의 당간지주이다. 1963년 1월 21일 대한민국의 보물 제59호로 지정되었다.

## 개요
당간지주는 사찰입구에 세워두는 것으로, 절에 행사가 있을 때 이 곳에 당이라는 깃발을 달아 두는데 이 깃발을 걸어두는 길쭉한 장대를 당간이라 하며, 이 당간을 양쪽에서 지탱해 주는 두 돌기둥을 당간지주라 한다.
이 당간은 소수서원 입구 소나무 숲에 남아 있는 것으로, 서원내에 아직도 당시 숙수사의 여러 유물들이 많이 남아 있는 것으로 보아 지금의 위치가 원위치로 보인다. 숙수사는 통일신라 전기에 창건된 사찰로, 고려시대까지 이어져 오다 소수서원의 건립으로 폐사된 듯하다.
당간은 마주보는 면의 바깥면 중앙에 세로띠를 새기고, 꼭대기에서 1.17m 밑에서부터 2.34m까지 사이가 면이 쑥 들어가 있어서 마치 넓은 홈을 마련한 것처럼 보인다. 네모난 기둥 끝으로 올라가면 약간 가늘어지고, 맨끝은 둥글게 경사지도록 하였다. 꼭대기 끝 안쪽 면에는 홈을 파서 당간을 고정시키도록 하였다.
원래는 지주와 당간을 받치던 바닥돌이 있었을 듯하나, 현재는 지주 양쪽으로 길고 큰 돌 1장씩이 놓여있을 뿐이다. 전체적으로 소박하며 돌을 다듬은 솜씨도 세련되어 보이는 통일신라시대의 작품이다.

## 참고 자료
- 영주 숙수사지 당간지주 - 국가유산청 국가유산포털